# Kasteel Ter Lucht
Het Kasteel Ter Lucht is een kasteel in Sint-Andries, een deelgemeente van de Belgische stad Brugge. Het dateert voor een deel uit de 16e eeuw en een deel is gebouwd in 1885.

## Geschiedenis
De oudste vermelding van de heerlijkheid "Ter Lucht" dateert uit 1577. In die periode werd het domein ook aangeduid op de kaart van het Brugse Vrije van Pieter Pourbus. In 1642 werd er een kasteel opgetrokken door Andries de la Coste. In de nabijheid werd in 1664 de kapel Onze-Lieve-Vrouw van 't Boompje gebouwd. Ook op de Ferrariskaart uit de jaren 1770 staan het kasteel en het domein weergegeven.
In 1816 werd het kasteel bij een openbare verkoop verkocht aan Emmanuel-Louis van Outryve d'Ydewalle. Het domein werd in 1839 doorsneden door de aanleg van de spoorlijn Brugge-Oostende.
Generaal Narcisse Ablaÿ, militair gouverneur van de provincie, kocht het kasteel in 1859.
In 1885 werd het aangekocht door Auguste de Formanoir de la Cazerie. Het werd uitgebreid en bij restauratiewerken verdween de omwalling. Na hem werd het bewoond door zijn zoon Alberic de Formanoir de la Cazerie. Na diens dood in 1954 werd het kasteel eigendom van de verwante familie van Caloen de Basseghem.